# 77138 Puiching
77138 Puiching este un asteroid din centura principală de asteroizi.

## Descriere
77138 Puiching este un asteroid din centura principală de asteroizi. A fost descoperit pe 2 martie 2001 la Desert Beaver Observatory de William Kwong Yu Yeung. Asteroidul prezintă o orbită caracterizată de o semiaxă mare de 2,38 ua, o excentricitate de 0,16 și o înclinație de 2,9° în raport cu ecliptica.